# Мирновское сельское поселение (Тверская область)
Мирновское се́льское поселе́ние — муниципальное образование в Торжокском районе Тверской области Российской Федерации.
Административный центр — посёлок Мирный.
Законом Тверской области от 17 апреля 2017 года № 23-ЗО были преобразованы, путём их объединения, муниципальные образования Мирновское и Клоковское сельские поселения в Мирновское сельское поселение.

## Географические данные
- Общая площадь: 113,3 км²
- Нахождение: восточная часть Торжокского района
  - Граничит:
    - на севере — с Будовским СП и Клоковским СП
    - на востоке — с Марьинским СП
    - на юге — с Калининским районом (Медновское СП) и Пироговским СП
    - на юго-западе — с Грузинским СП
    - на западе — с городом Торжок.

По западной и южной границе поселения протекает река Тверца, её приток Логовежь — по восточной границе. Поселение пересекает автомагистраль Москва — Санкт-Петербург.

## История
В XI—XIV вв. территория поселения относилась к Новгородской земле и составляла часть «городовой волости» города Торжка (Нового Торга).
В XIV веке присоединена к Москве.
- После реформ Петра I территория поселения входила:
  - в 1708—1727 гг. в Санкт-Петербургскую (Ингерманляндскую 1708—1710 гг.) губернию, Тверскую провинцию,
  - в 1727—1775 гг. в Новгородскую губернию, Тверскую провинцию,
  - в 1775—1796 гг. в Тверское наместничество, Новоторжский уезд,
  - в 1796—1929 гг. в Тверскую губернию, Новоторжский уезд,
  - в 1929—1935 гг. в Московскую область, Новоторжский район,
  - в 1935—1963 гг. в Калининскую область, Новоторжский район,
  - в 1963—1990 гг. в Калининскую область, Торжокский район,
  - с 1990 в Тверскую область, Торжокский район.

В середине XIX-начале XX века большинство деревень поселения относились к Марьинской волости Новоторжского уезда. В 50-е годы XX века деревни поселения относились к Думановскому и Погореловскому сельсоветам.
Образовано в 2005 году, включило в себя территорию Мирновского сельского округа.

## Население
| 2002  | 2005  | 2008  | 2010  | 2011  | 2012  | 2013  |
| ----- | ----- | ----- | ----- | ----- | ----- | ----- |
| 1935  | ↗1991 | ↗2065 | ↘1917 | ↘1907 | ↗1949 | ↗1968 |
| 2014  | 2015  | 2016  | 2017  | 2018  | 2019  | 2020  |
| ↗1974 | ↘1887 | ↘1857 | ↗1874 | ↗2347 | ↘2343 | ↘2322 |
| 2021  |       |       |       |       |       |       |
| ↗2360 |       |       |       |       |       |       |

## Состав сельского поселения
| №  | Населённый пункт | Тип населённого пункта          | Население |
| -- | ---------------- | ------------------------------- | --------- |
| 1  | Бор              | посёлок                         | ↘6        |
| 2  | Бродниково       | деревня                         | →0        |
| 3  | Бубеньево        | деревня                         | ↘407      |
| 4  | Владычня         | деревня                         | ↘82       |
| 5  | Внуково          | деревня                         | ↗90       |
| 6  | Восход           | деревня                         | ↘130      |
| 7  | Гальково         | деревня                         | ↘14       |
| 8  | Думаново         | деревня                         | ↘137      |
| 9  | Маркашино        | деревня                         | ↘46       |
| 10 | Мирный           | посёлок, административный центр | ↘593      |
| 11 | Миронежье        | деревня                         | ↘90       |
| 12 | Можайцево        | деревня                         | ↘68       |
| 13 | Паника           | деревня                         | ↘7        |
| 14 | Погорелово       | деревня                         | ↘113      |
| 15 | Савинские Горки  | деревня                         | ↘65       |
| 16 | Савинское        | деревня                         | ↘51       |
| 17 | Спасс            | деревня                         | ↘18       |

## Экономика
Основное предприятие — одно из передовых хозяйств района и Тверской области — колхоз «Мир».
Также на территории поселения находятся ОАО «Ростелеком», ТЦМС-21 (территориальный центр Министерства связи).

## Археология
В могильнике XIV века Савинские Горки был обнаружен фрагмент древнего войлочного плаща япкыт.

## Известные люди
- Сергей Петрович Тыртов, русский вице-адмирал, родился в селе Миронежье Новоторжского уезда.